# Argentine (Neuenburgersee)
Die Argentine ist ein knapp 2 Kilometer langer nördlicher Zufluss des Neuenburgersees im Kanton Neuenburg, der im Gebiet der Gemeinde La Grande Béroche verläuft. Sie ist ein steiles, mittleres Fliessgewässer des kollinen, karbonatischen Juras.

## Geographie

### Verlauf
Château

Die Argentine entspringt auf einer Höhe von etwa 573 m ü. M. aus einer Quelle in einem kleinen Tal nördlich von Schloss Gorgier. Die Quelle liegt im unteren Bereich des kleinen Talsystems Les Combes, das weiter oben am Berg trocken liegt. Wie viele andere Bäche in diesem Bereich des Juras wird er von Wasser aus unterirdischen Fliessgewässern im Karstgebirge gespiesen.
Der Bach fliesst in seinem Oberlauf zunächst einen Kilometer in südlicher Richtung und trägt hier auch den Namen Château, weil er durch den tiefen Graben östlich der Burg von Gorgier fliesst. Südlich davon nimmt er auf seiner rechten Seite den kleinen Nebenbach Genischiez auf.
300 Meter weiter südlich mündet bei der Mühle von Gorgier die Bréna von rechts in den Bach. In der Siedlung Bréna ist über dem Bachlauf ein historisches Waschhaus eingerichtet, das schon im 17. Jahrhundert erwähnt wird und als bedeutendes Kulturgut gilt.
In diesem Bereich unterquert die Autobahn 5 ganz knapp, nur etwa einen Meter tiefer, das Bachbett des Château im Tunnel Gorgier. Der Vortrieb der Tunnelbohrmaschine an dieser Stelle erforderte aufwändige Sicherungsmassnahmen.
Argentine

Unterhalb von Bréna fliesst sie als Argentine durch die Siedlung La Foulaz, wo sie die Bahnstrecke Lausanne–Biel/Bienne und die Hauptstrasse 5 unterquert, und mündet beim Hafen und dem Strand von Gorgier auf einer Höhe von ungefähr 429 m ü. M. in den Neuenburgersee. Knapp 300 Meter südwestlich mündet die Les Uttinges in den See.
Der insgesamt 1,78 km lange Lauf der Argentine endet ungefähr 144 Höhenmeter unterhalb ihrer Quelle, sie hat somit ein mittleres Sohlgefälle von etwa 17 ‰.
- Bach-Impressionen

"Bach-Impressionen
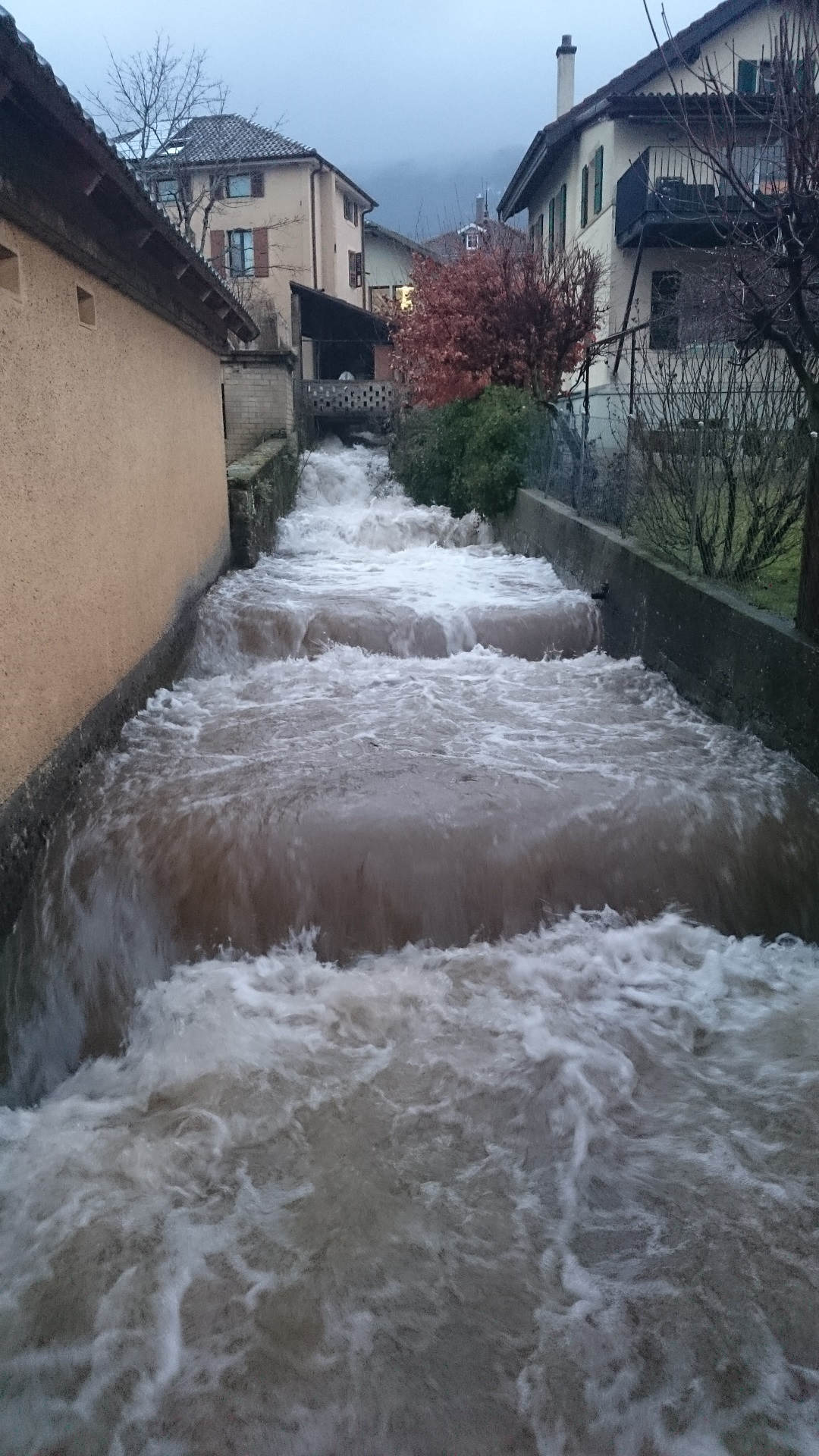
Hochwasser 2018
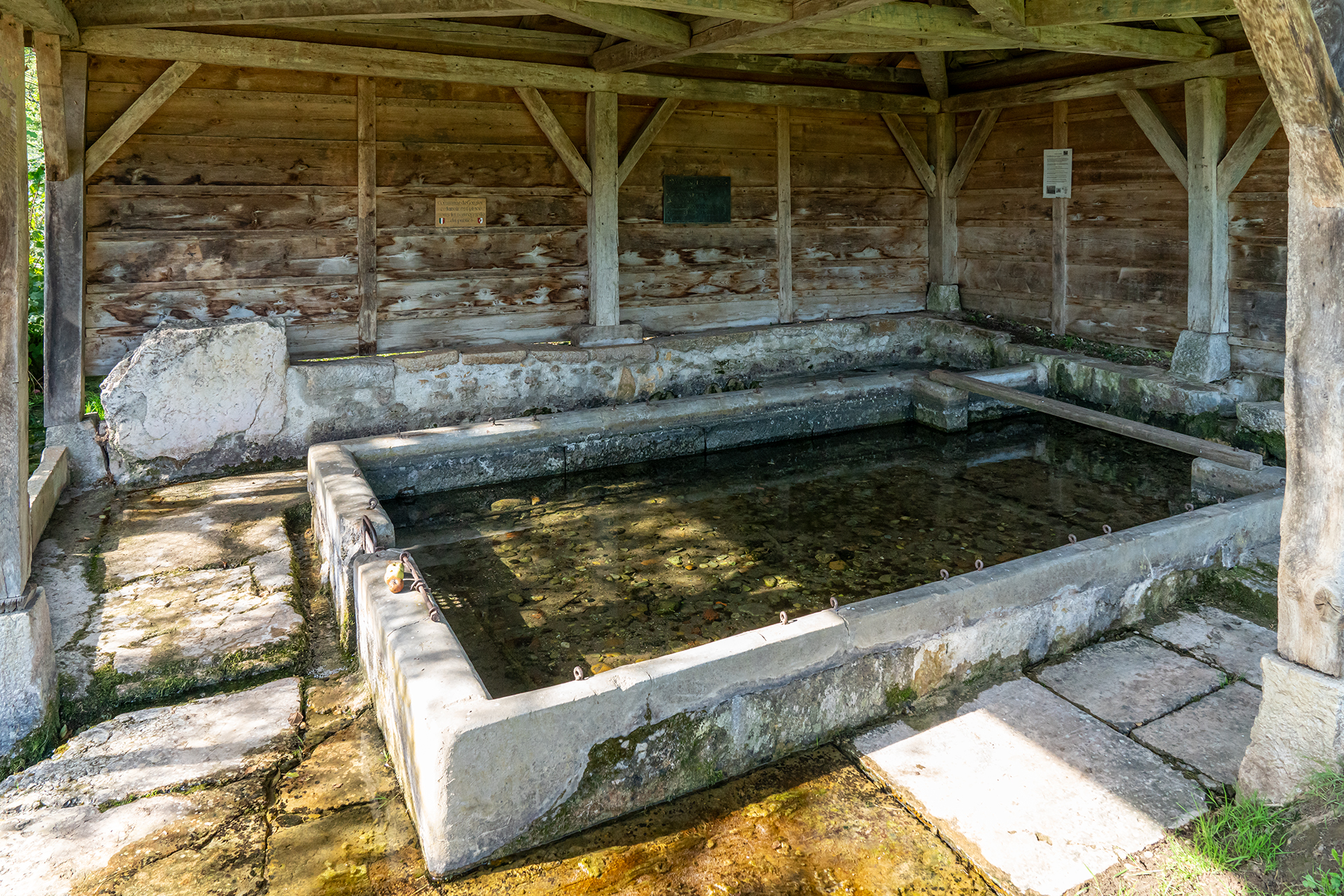
Historisches Waschhaus in Bréna
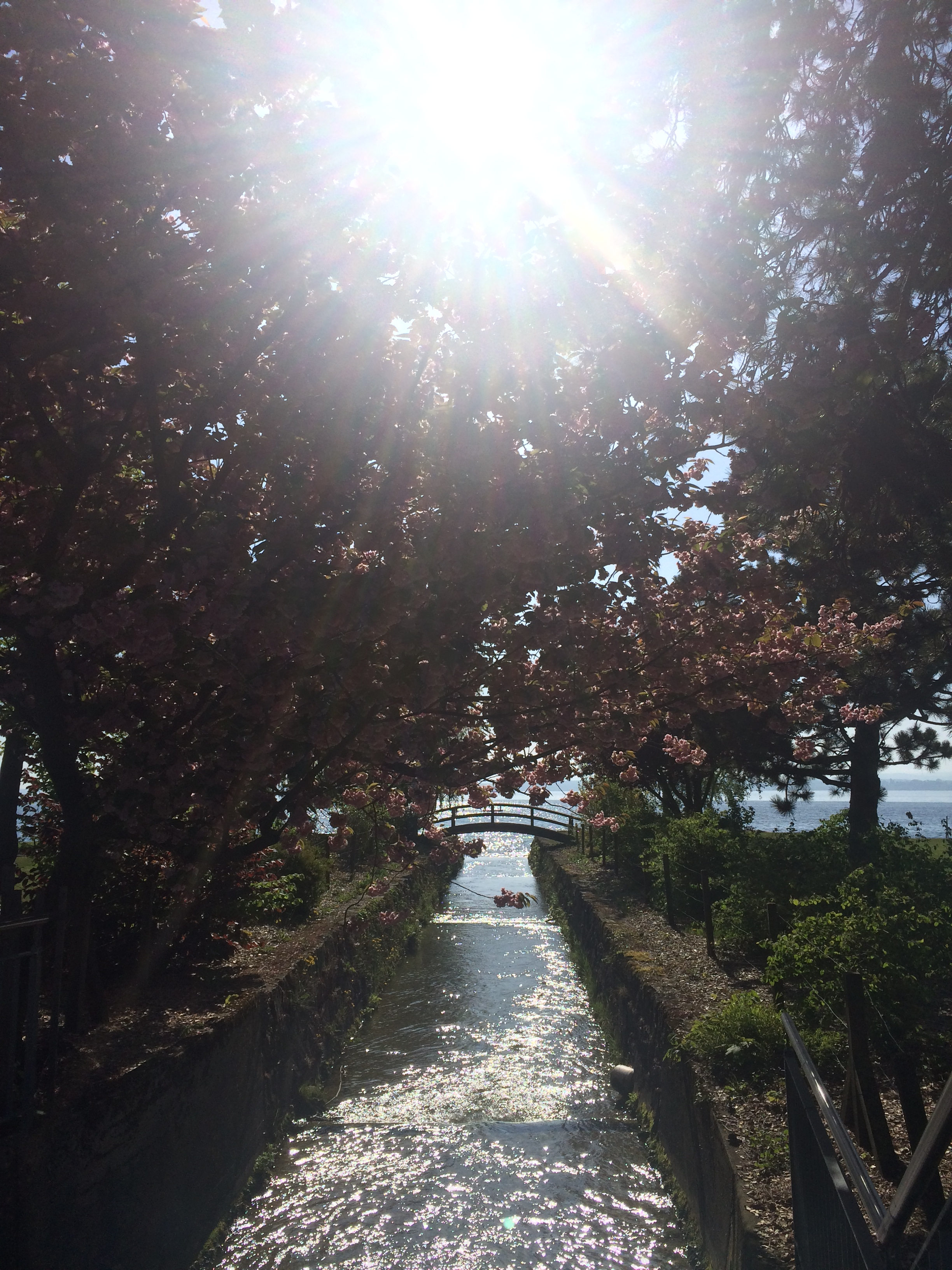
Mündung
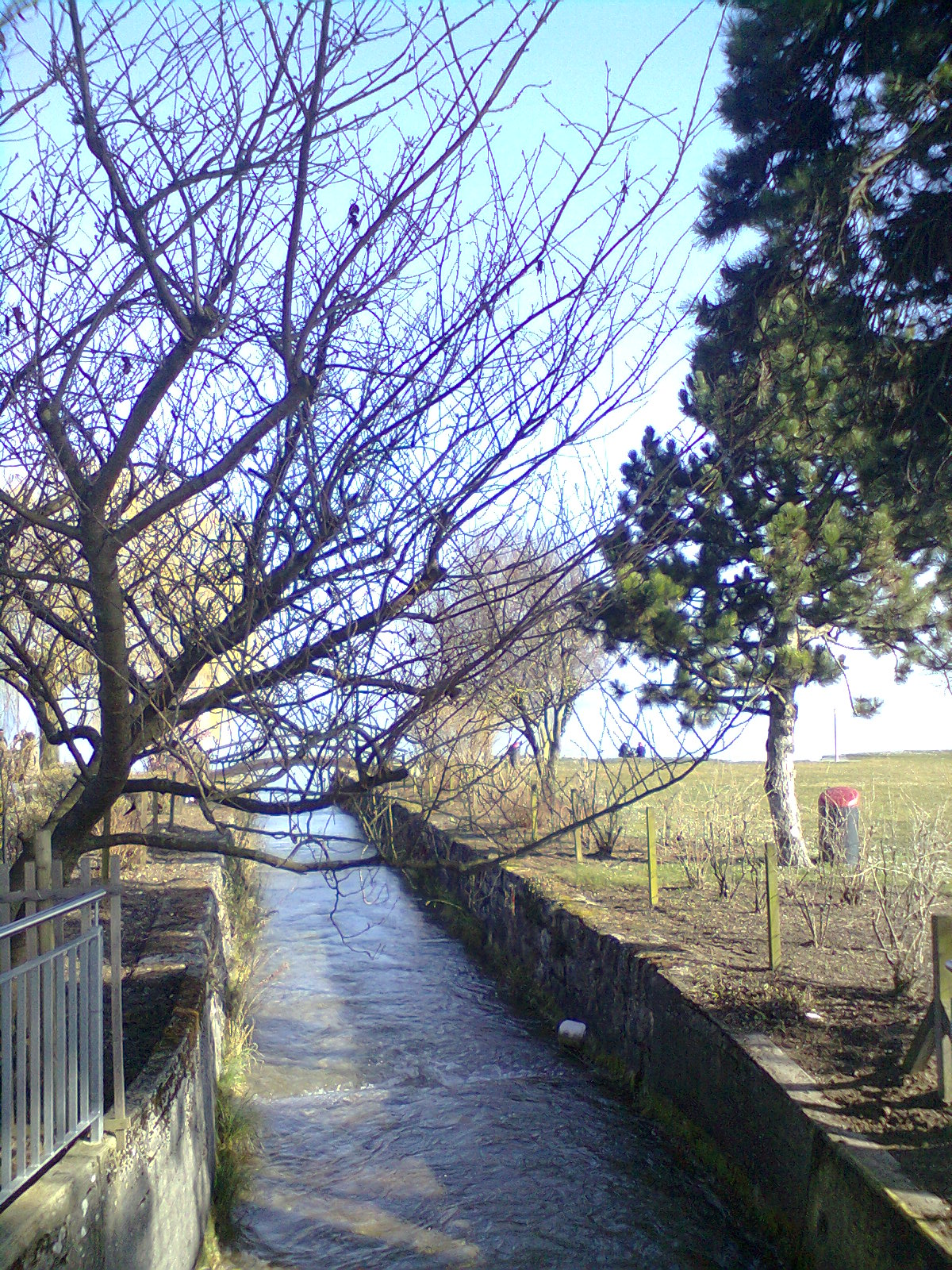

### Einzugsgebiet
Das 10,16 km² grosse Einzugsgebiet liegt am Jurasüdfuss in der Gemeinde La Grande Béroche und wird durch sie über den Zihlkanal, die Aare und den Rhein zur Nordsee entwässert.
Es besteht zu 57,9 % aus bestockter Fläche, zu 37,1 % aus Landwirtschaftsfläche, zu 4,4 % aus Siedlungsfläche  und zu 0,6 % aus unproduktiven Flächen.
Die Flächenverteilung
Die mittlere Höhe des Einzugsgebietes beträgt 901,5 m ü. M.

### Zuflüsse
- Genischiez (rechts), 0,3 km
- Bréna (rechts),1,1 km

## Natur und Umwelt
Die Umgebung des Bachlaufs oberhalb der Ortschaft Gorgier liegt in mehreren kommunalen Naturschutzgebieten.
Ganz im Norden des Einzugsgebiets liegt das etwa 70 ha grosse Waldreservat Les Déracinées, dem sich südlich das 133 ha grosse Reservat La Grand-Vy anschliesst, das selbst nördlich des 47 ha grossen Reservats Les Roches Devant liegt.